# Vehkaluoto (ö i Kymmenedalen, Kotka-Fredrikshamn, lat 60,42, long 26,88)
Vehkaluoto är en ö i Finland. Den ligger i Finska viken och i kommunen Kotka i den ekonomiska regionen  Kotka-Fredrikshamn i landskapet Kymmenedalen, i den södra delen av landet. Ön ligger nära Kotka och omkring 110 kilometer öster om Helsingfors.
Öns area är 40,7 hektar och dess största längd är 0,9 kilometer i sydväst-nordöstlig riktning. Ön höjer sig omkring 10 meter över havsytan.